# Mitad del Mundo

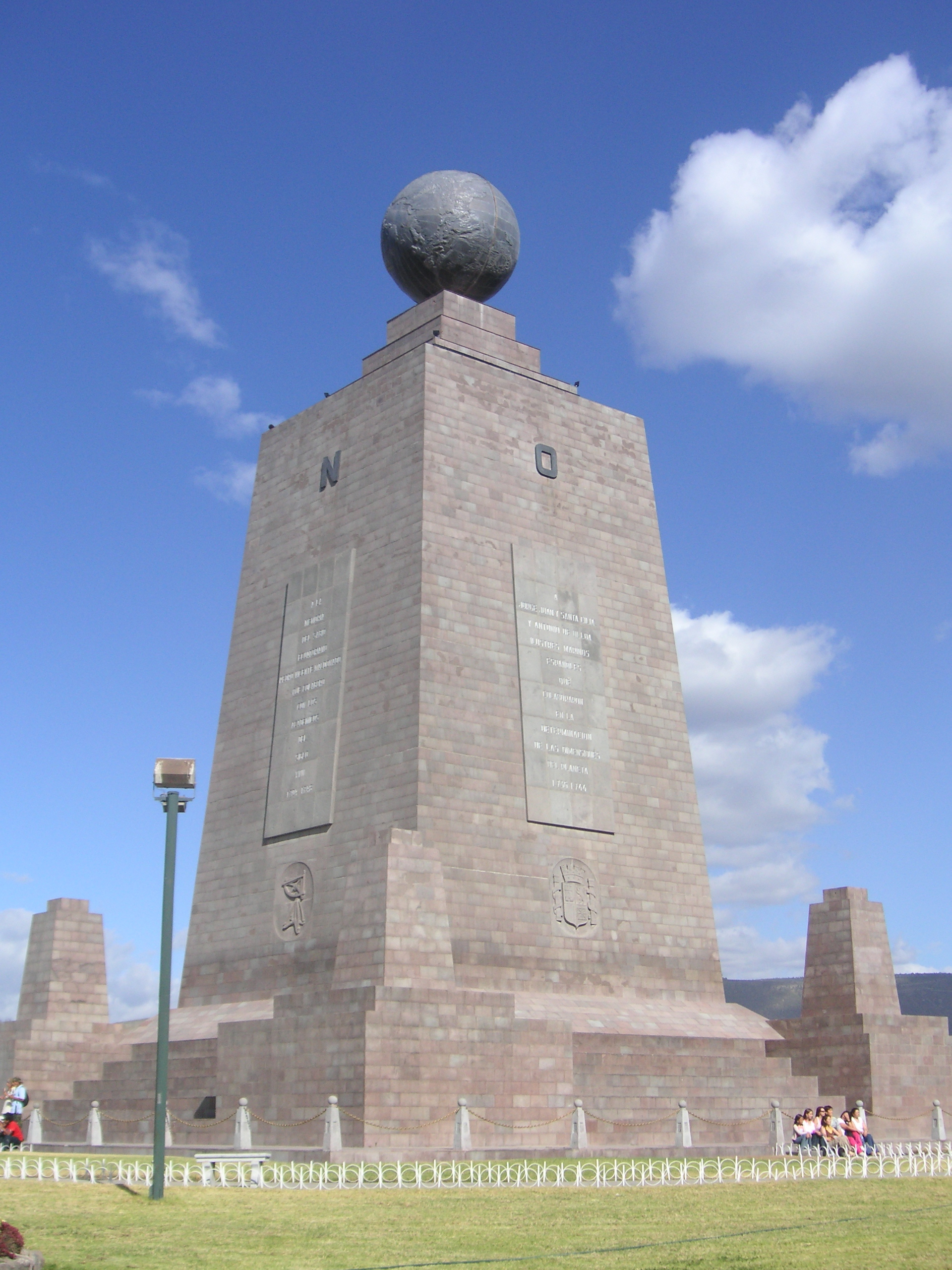
Monument na Mitad del Mundo

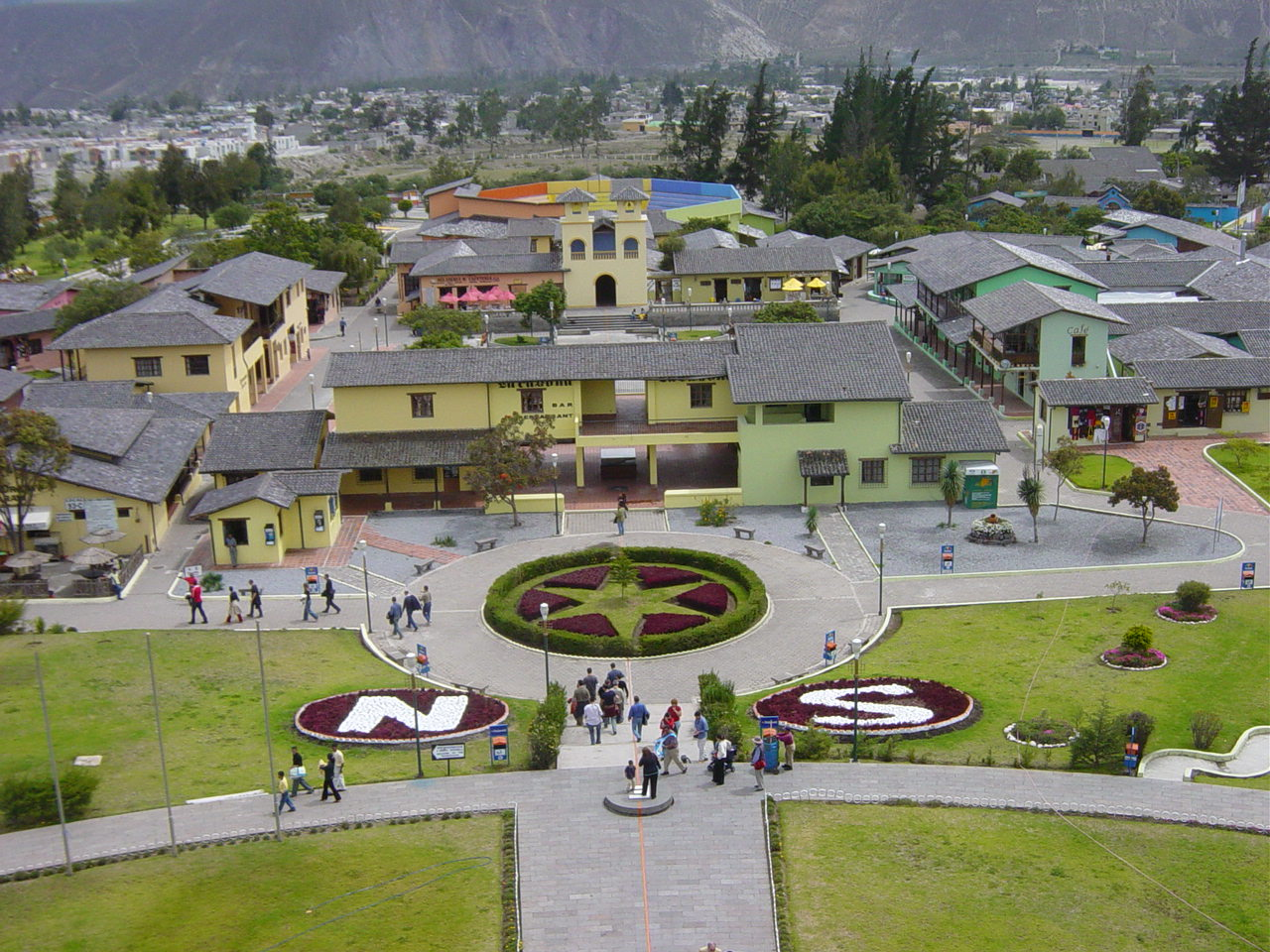
Mitad del Mundo

Mitad del Mundo (hiszp. Środek Świata) – obszar ziemi będący własnością prefektury prowincji Pichincha w Ekwadorze, która znajduje się w kantonie Quito, 20 km na północ od centrum Quito.
Na terenie Mitad del Mundo znajduje się muzeum etnograficzne Ekwadoru. Trzydziestometrowy monument, zbudowany w latach 1979–1982, został postawiony w miejscu domniemanej linii równika.
W zamierzeniu linia przechodząca przez plac miała wyznaczać równik, jednakże w rzeczywistości cała zabudowa położona jest około 240 metrów na południe od równika, co jednak nie zostało potwierdzone specjalistyczną aparaturą.
Piramidalny monument, którego każda ze stron wskazuje odpowiednią stronę świata jest zakończony pięciotonową kulą o średnicy 4,5 metra. W środku monumentu znajduje się małe muzeum przedstawiające kulturę Ekwadoru, jak ubrania i opisy grup etnicznych.
Małe miasto otaczające plac funkcjonuje jako centrum turystyczne, odtwarzając miasto za czasów kolonializmu.

## Poszukiwania równika
Obszar północnej części prowincji był obiektem wielu badań mających za cel określenie dokładnego położenia równika. Badania rozpoczął Charles Marie de La Condamine na początku XVIII wieku. Pod koniec wieku generał Charles Perrier z francuskiej akademii nauk został wysłany by ocenić wyniki. W 1936 roku ekwadorski geograf Dr. Luis Tufiño zbudował dziesięciometrowy monument w San Antonio de Pichincha.
W 1979 roku, monument przeniesiono 7 kilometrów na zachód, do miasta Calacalí. Obecny, nowy i dużo większy monument, Museo Etnográfico Mitad del Mundo został zbudowany w latach 1979–1982 w San Antonio de Pichincha. Powstały z żelaza i betonu oraz pokryty polerowanym kamieniem jest najbliżej położonym monumentem ze wszystkich zbudowanych, jednak nadal oddalony jest kilkaset metrów od równika.
Dalej w stronę równika położone jest Intiñan Solar Museum, gdzie przedstawiane są eksperymenty fizyczne obrazujące m.in. działanie siła Coriolisa. Według pokazywanego modelu woda wlana do naczynia wypływa z niego z różną skrętnością w zależności od umiejscowienia zbiornika – na południe lub północ od równika. W rzeczywistości skrętność wiru wodnego w takim naczyniu nie ma nic wspólnego z siła Coriolisa a stanowi jedynie model obrazujący efekt jej działania.